# Aimol jezik
Aimol jezik (ISO 639-3: aim), jezik sjeverne podskupine kuki-činskih jezika, kojim govori 2 640 ljudi (2001 census) u indijskoj državi Manipur.
Srodni su mu chiru [cdf] i purum [pub]. Pismo: latinica. Pripadnici etničke grupe (pleme) zovu se Aimol.

## Vanjske poveznice
- Ethnologue (14th)
- Ethnologue (15th)